# Eristalinus plurivittatus
Eristalinus plurivittatus är en tvåvingeart som först beskrevs av Macquart 1855.  Eristalinus plurivittatus ingår i släktet slamflugor, och familjen blomflugor. Inga underarter finns listade i Catalogue of Life.